# Старое Котчище
Старое Котчище — деревня в Вышневолоцком городском округе Тверской области.

## География
Находится в центральной части Тверской области на расстоянии приблизительно 17 км по прямой на север от вокзала железнодорожной станции Вышний Волочёк на левом берегу реки Мста.

## История
На карте 1825 года деревня уже была отмечена. В 1859 году здесь (деревня Вышневолоцкого уезда) было учтено 12 дворов. До 2019 года входила в состав ныне упразднённого Солнечного сельского поселения Вышневолоцкого муниципального района.

## Население
Численность населения составляла 124 человека (1859 год), 21 (русские 100 %) в 2002 году, 13 в 2010.